# 蒂耶里堡
蒂耶里堡（法語：Château-Thierry，法語發音：[ʃɑto tjɛʁi]），法国中北部城市，上法兰西大区埃纳省的一个市镇，同时也是该省的一个副省会，下辖蒂耶里堡区，其市镇面积为16.55平方公里，2022年1月1日时人口数量为15,068人，在法国城市中排名第632位。
蒂耶里堡位于埃纳省南部，马恩河畔，是一个区域性的中心城市，A4高速公路和巴黎－斯特拉斯堡铁路由此通过，是法兰西岛大区铁路P线的一个起点站。蒂耶里堡因其境内的同名城堡旧址而闻名。法国诗人让·德·拉封丹出生于此。

## 地名
“蒂耶里堡”一名来源于法兰克国王提乌德里克四世，相传其曾被查理·马特囚禁于此。“蒂耶里”为“提乌德里克”的转写。

## 历史

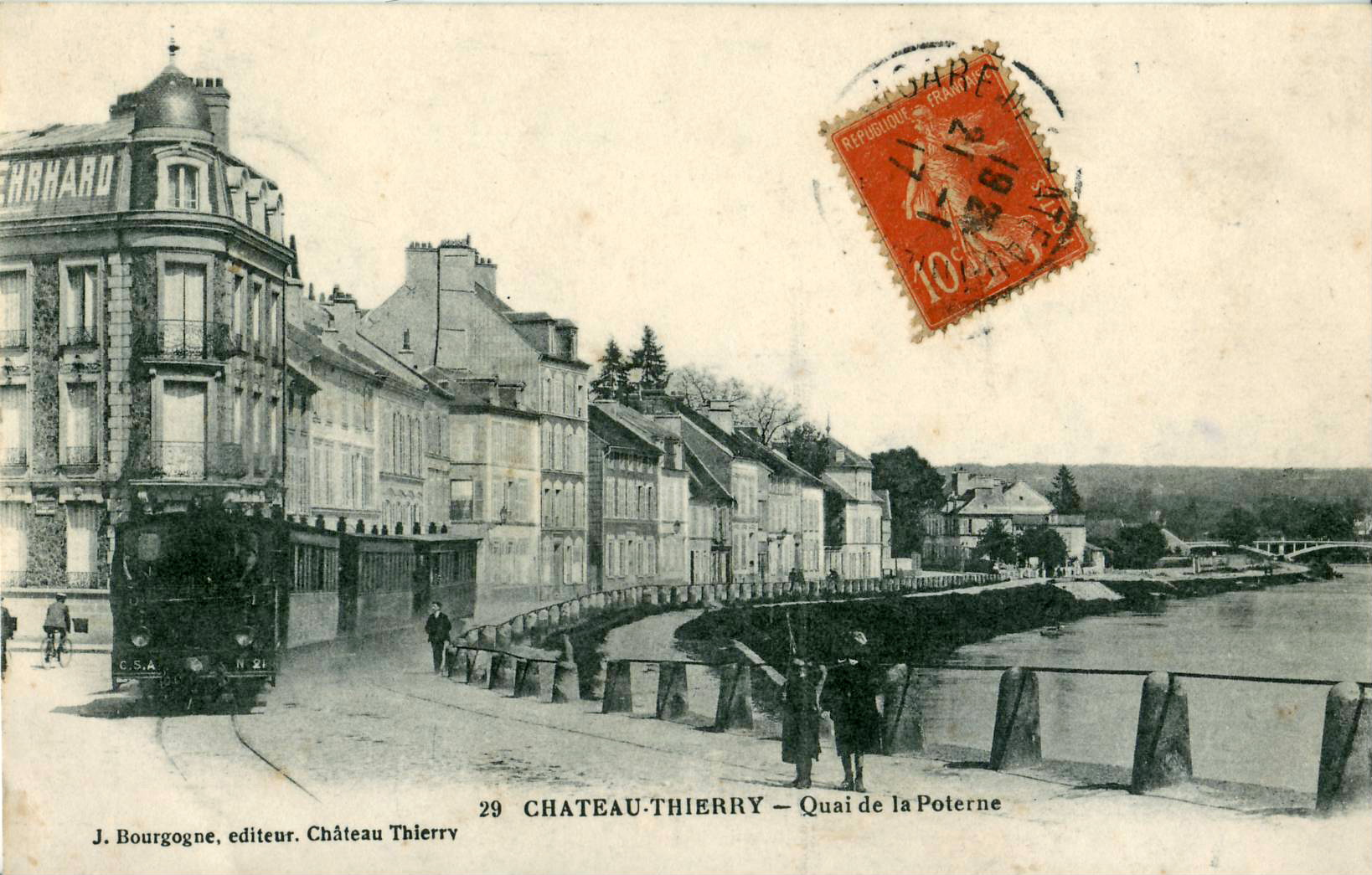
20世纪初的蒂耶里堡

高卢-罗马时期，蒂耶里堡附近为苏埃西翁人的活动范围，其市区北部曾发现有大型墓穴。中世纪初期，一条道路沿马恩河延伸，当地出现了一个面积达2.6公顷的城塞，成为蒂耶里堡的城市雏形。中世纪中期，蒂耶里堡成为香槟伯国的一处封建领地，10世纪初，韦尔芒杜瓦家族继承了这一区域，并修建了蒂耶里堡城堡。13世纪时，香槟伯爵与法兰西皇室之间的关系日益紧张，蒂耶里堡成为香槟重要的边防城市，当地的城墙得到了加固。1285年，随着法兰西国王腓力四世与香槟女伯爵胡安娜一世的联姻，蒂耶里堡失去了边防作用，成为香槟行省的一座普通商业城市。1544年，查理五世在前往西班牙的途中曾停留于蒂耶里堡。法国大革命后，蒂耶里堡成为埃纳省的一个市镇和副省会。1814年，普鲁士军队曾进攻蒂耶里堡，企图进一步攻占巴黎，但未能成功。工业革命期间，马恩河沿岸运河以及巴黎－斯特拉斯堡铁路由此通过，使得当地出现了一定的工业部门。第一次世界大战期间，蒂耶里堡所处的马恩河谷为重要的战场，1918年7月18日，联军与普鲁士军队在此发生蒂耶里堡战役并获得胜利。1926年，蒂耶里堡区曾被合并入苏瓦松区，1942年复设。二战后，随着法兰西岛大区铁路P线的运营以及高速公路的通车，蒂耶里堡成为巴黎的一个远郊卫星城，当地人口数量有所增加。

## 地理

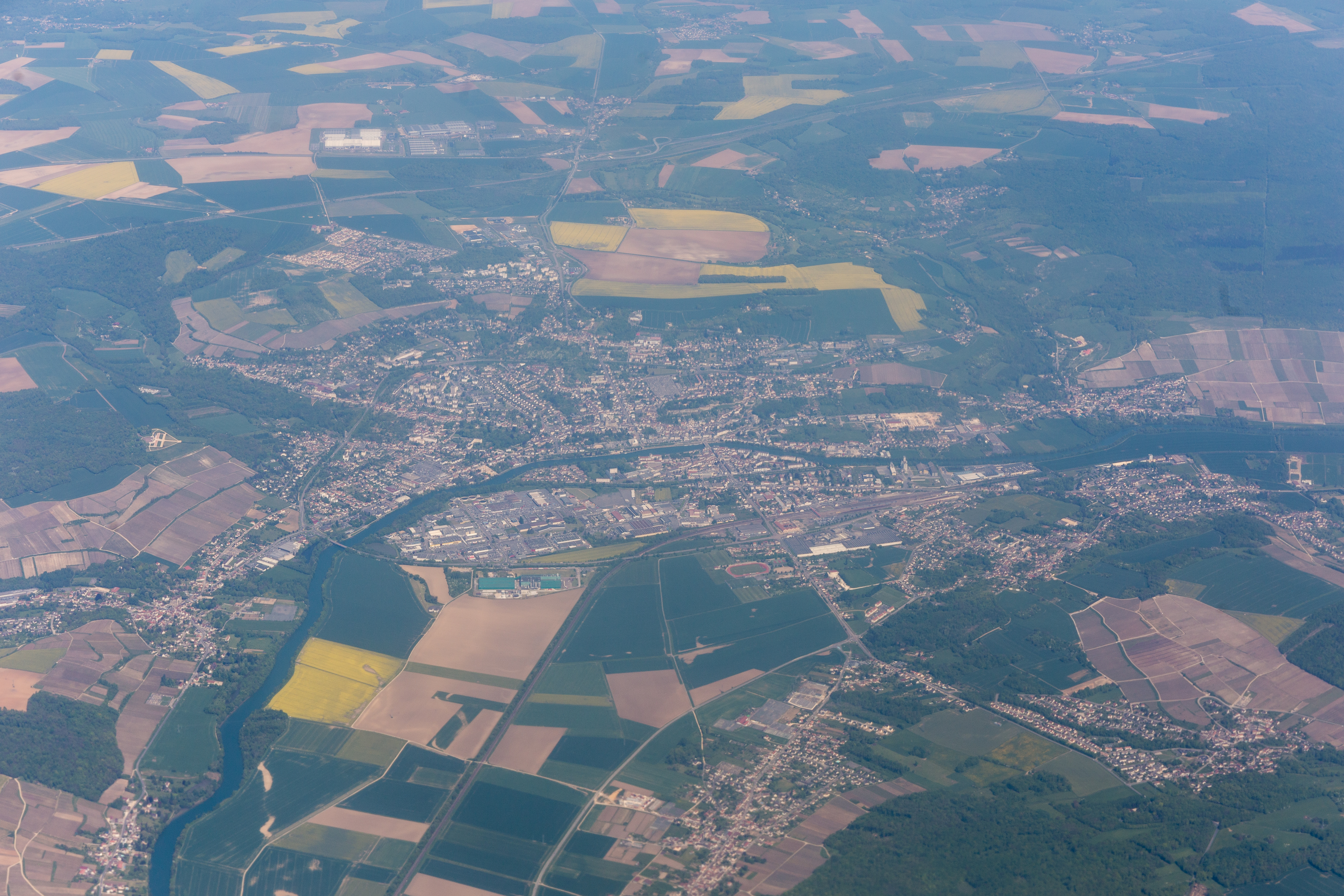
航拍蒂耶里堡

蒂耶里堡位于法国中北部偏东，上法兰西大区东南部和埃纳省南部，距离省会拉昂大约75公里。与蒂耶里堡接壤的市镇包括：贝聚圣日耳曼、布雷什、布拉勒、谢里、埃波贝聚、马恩河畔埃索姆、马恩河畔埃唐普、埃特雷皮伊、诺让泰勒、韦尔迪伊。

### 地形
蒂耶里堡位于马恩河谷之中，市中心地势平坦，南北两侧略有起伏，部分区域起伏明显，全境海拔在59到222米之间。

### 水文
马恩河干流自东向西流经境内，市区位于河流右岸。该河是塞纳河的右岸支流，后者为法国五大河流之一。

### 植被
蒂耶里堡属于温带落叶林区，林地广泛分布于市区周边的坡地上。

### 气候
蒂耶里堡在柯本气候分类法中属于温带海洋性气候。
距离蒂耶里堡最近的气象站位于布莱姆境内，以下为该气象站的数据（其中日照数据取自兰斯）：
| 布莱姆1981年－2019年 | 布莱姆1981年－2019年 | 布莱姆1981年－2019年 | 布莱姆1981年－2019年 | 布莱姆1981年－2019年 | 布莱姆1981年－2019年 | 布莱姆1981年－2019年 | 布莱姆1981年－2019年 | 布莱姆1981年－2019年 | 布莱姆1981年－2019年 | 布莱姆1981年－2019年 | 布莱姆1981年－2019年 | 布莱姆1981年－2019年 | 布莱姆1981年－2019年 |
| 月份                 | 1月                  | 2月                  | 3月                  | 4月                  | 5月                  | 6月                  | 7月                  | 8月                  | 9月                  | 10月                 | 11月                 | 12月                 | 全年                 |
| -------------------- | -------------------- | -------------------- | -------------------- | -------------------- | -------------------- | -------------------- | -------------------- | -------------------- | -------------------- | -------------------- | -------------------- | -------------------- | -------------------- |
| 历史最高温 °C（°F）  | 15 (59)              | 17.3 (63.1)          | 21.7 (71.1)          | 27.5 (81.5)          | 30.8 (87.4)          | 34.7 (94.5)          | 35.8 (96.4)          | 38.5 (101.3)         | 32 (90)              | 26.8 (80.2)          | 20.4 (68.7)          | 15.8 (60.4)          | 38.5 (101.3)         |
| 平均高温 °C（°F）    | 5.1 (41.2)           | 6.7 (44.1)           | 10.5 (50.9)          | 14.1 (57.4)          | 18.3 (64.9)          | 21.1 (70.0)          | 24 (75)              | 24.2 (75.6)          | 19.7 (67.5)          | 14.8 (58.6)          | 8.9 (48.0)           | 5.4 (41.7)           | 14.4 (57.9)          |
| 日均气温 °C（°F）    | 2.8 (37.0)           | 3.8 (38.8)           | 6.7 (44.1)           | 9.3 (48.7)           | 13.2 (55.8)          | 15.8 (60.4)          | 18.3 (64.9)          | 18.4 (65.1)          | 14.9 (58.8)          | 11.2 (52.2)          | 6.2 (43.2)           | 3.2 (37.8)           | 10.3 (50.5)          |
| 平均低温 °C（°F）    | 0.5 (32.9)           | 0.9 (33.6)           | 2.8 (37.0)           | 4.5 (40.1)           | 8.1 (46.6)           | 10.5 (50.9)          | 12.5 (54.5)          | 12.7 (54.9)          | 10.1 (50.2)          | 7.5 (45.5)           | 3.4 (38.1)           | 1.1 (34.0)           | 6.2 (43.2)           |
| 历史最低温 °C（°F）  | −15.3 (4.5)          | −14.3 (6.3)          | −11.5 (11.3)         | −6.4 (20.5)          | −0.4 (31.3)          | 0.3 (32.5)           | 4.4 (39.9)           | 4 (39)               | 1.6 (34.9)           | −4.2 (24.4)          | −10.2 (13.6)         | −11.4 (11.5)         | −15.3 (4.5)          |
| 平均降水量 mm（）    | 63.2 (2.49)          | 56.7 (2.23)          | 56.8 (2.24)          | 51.7 (2.04)          | 60.2 (2.37)          | 57.5 (2.26)          | 61.7 (2.43)          | 63.5 (2.50)          | 58 (2.3)             | 65.7 (2.59)          | 60.7 (2.39)          | 73.3 (2.89)          | 729 (28.7)           |
| 月均日照時數         | 59.7                 | 83.6                 | 124.6                | 173                  | 202.8                | 212.1                | 229.5                | 215.7                | 160.6                | 114.9                | 70.8                 | 47.9                 | 1,695.2              |
| 来源：infoclimat.fr  |                      |                      |                      |                      |                      |                      |                      |                      |                      |                      |                      |                      |                      |

## 行政区划
蒂耶里堡是法国上法兰西大区埃纳省的一个市镇，编号为02168，它也是埃纳省的一个副省会。蒂耶里堡下辖蒂耶里堡区，隶属于埃纳省第五选区，管理蒂耶里堡县，同时也是蒂耶里堡地区市镇公共社区的办公驻地。
蒂耶里堡境内的布朗沙尔街区（Blanchard）和沃克里斯街区（Vaucrises）自2015年5月起实行街区自治制度。
法国国家统计与经济研究所（简称）在进行数据统计时，将蒂耶里堡及相邻的另外5个市镇设为蒂耶里堡城市核心区，并将包括核心区在内的周边共35个市镇划为蒂耶里堡城市区。自2020年起，蒂耶里堡城市区被同时含有52个市镇的蒂耶里堡城市辐射区代替。此外，还将蒂耶里堡市镇分为了7个“块区”（IRIS），以便于统计人口分布情况。

## 交通

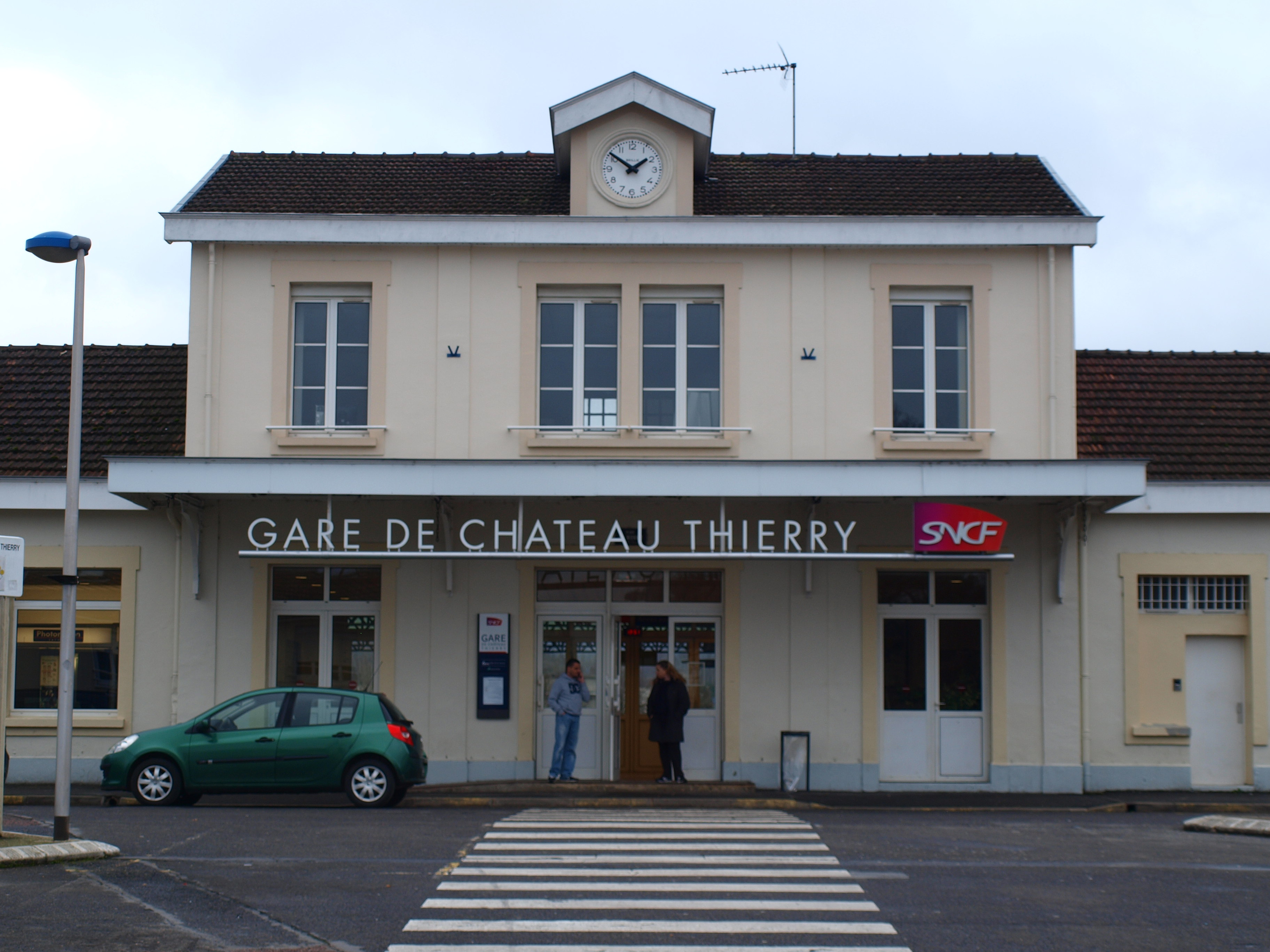
蒂耶里堡火车站

### 公路
法国A4高速公路经过蒂耶里堡市区北部，通过20号出入口与市区连接，此外多条埃纳省省道在蒂耶里堡境内交汇。上法兰西大区下属的城际客运提供巴士线路，可前往苏瓦松、拉昂等地。
2017年，66.3%的蒂耶里堡家庭拥有至少一辆的私人汽车。2018年，蒂耶里堡境内共发生各类交通事故10起，造成14人受伤。

### 铁路
蒂耶里堡位于巴黎－斯特拉斯堡铁路上。蒂耶里堡站位于市区南部，停靠往返于巴黎和圣迪济耶一线的区域列车，少量班次可前往兰斯、巴勒迪克及斯特拉斯堡。该站也是法兰西岛大区铁路P线的一个终点，平均半小时就有一班前往巴黎东站的列车，停靠蒂耶里堡与莫城之间的所有车站。

### 航空
蒂耶里堡市区西北部建有蒂耶里堡-贝洛飞行场，供商务及救援使用。
距离蒂耶里堡最近的民用航空站为巴黎戴高乐机场，距离蒂耶里堡市中心的公路里程约80公里。

### 城市公共交通
蒂耶里堡城市公共交通（商业名称为）是当地的城市公共交通系统，由凯奥雷斯负责运营。截至2021年1月，该系统共包括6条普通公交线路和2条市区摆渡巴士，另有多条定制公交线路，路网覆盖了蒂耶里堡市区内的主要街道和居民区，以及周边的一些市镇。

## 政治

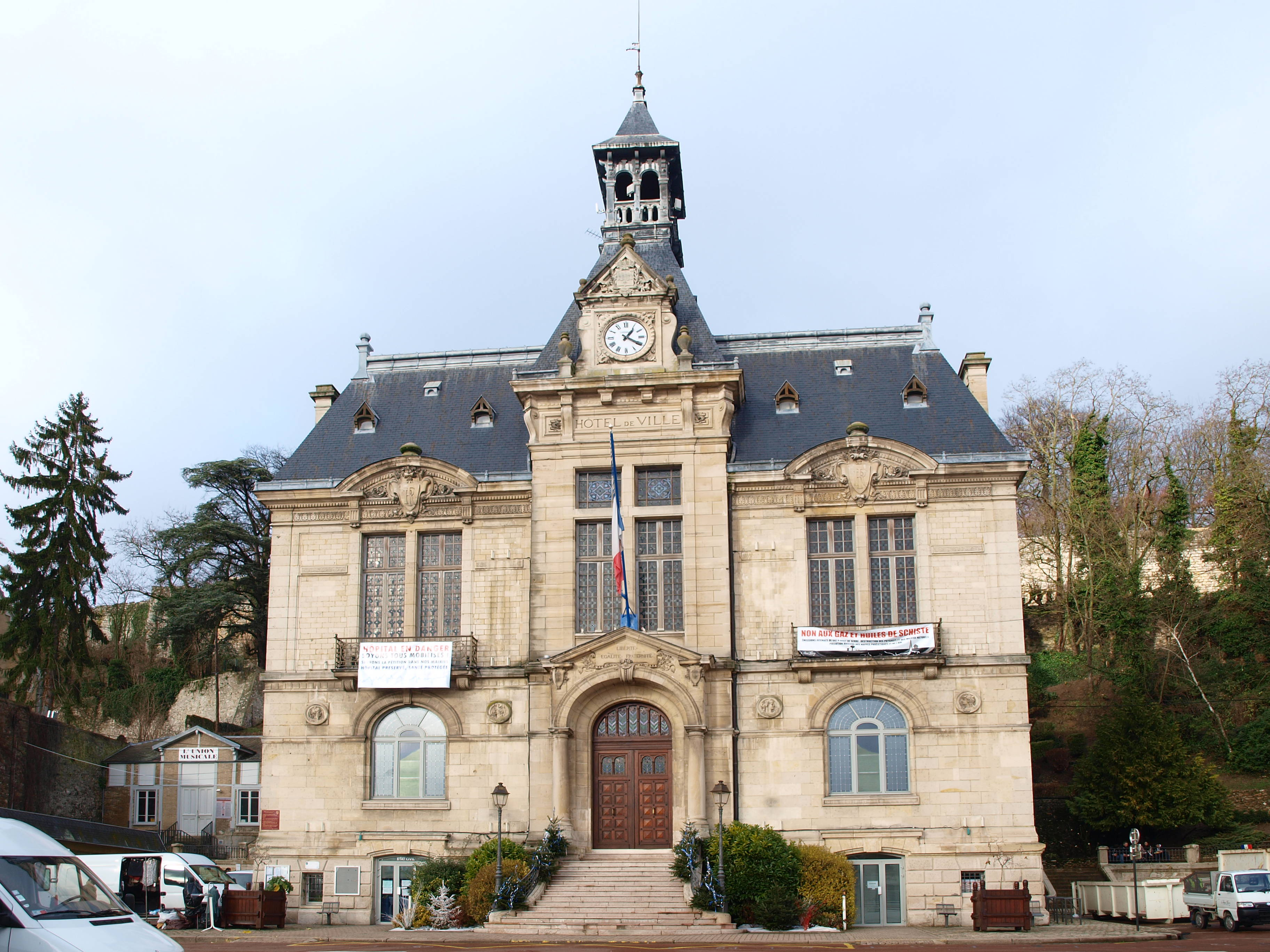
蒂耶里堡市政厅

蒂耶里堡的现任市长为塞巴斯蒂安·欧仁先生（Sébastien Eugène），他是激进运动的一名成员，在2020年的市政选举中获得了69.44%的支持率。
在2017年的法国总统大选中，法国第25任总统埃马纽埃尔·马克龙在蒂耶里堡获得了62.48%的支持率。
| 蒂耶里堡历届市长 |                 |                                        |
| 任期             | 市长            | 党派                                   |
| 1944年－1945年   | 亨利·库齐内     | 不详                                   |
| 1945年－1947年   | 爱德华·德拉布尔 | 不详                                   |
| 1947年－1959年   | 保罗·达斯克     | 不详                                   |
| 1959年－1965年   | 安德烈·皮沙尔   | 不详                                   |
| 1965年－1971年   | 皮埃尔·莱姆雷   | PCF法国共产党                          |
| 1971年－1989年   | 安德烈·罗西     | UDF法国民主联盟 →RAD激进党             |
| 1989年－2008年   | 多米尼克·茹尔丹 | PS社会党                               |
| 2008年－2017年   | 雅克·克拉巴尔   | PRG左派激進黨 →LRC-Cap2121世纪公民联盟 |
| 2017年－         | 塞巴斯蒂安·欧仁 | PRG左派激進黨 →MR激进运动              |

## 人口
2017年，蒂耶里堡市镇人口数量为15,107，在法国排名第632位。其中男性7,165人，女性7,942人，75岁及以上人口占9.4%，外籍人口数量为3,550人，人口密度为913人/平方公里，当地居民被称为（男性）或（女性）。2018年，蒂耶里堡境内出生203人，死亡人口182人。
| 年份   | 1936  | 1946  | 1954  | 1962   | 1968   | 1975   | 1982   | 1990   | 1999   | 2006   | 2011   | 2016   | 2018   |
| ------ | ----- | ----- | ----- | ------ | ------ | ------ | ------ | ------ | ------ | ------ | ------ | ------ | ------ |
| 人口數 | 7,928 | 8,094 | 8,841 | 10,006 | 11,049 | 13,491 | 14,557 | 15,312 | 14,967 | 14,622 | 14,413 | 14,847 | 15,351 |

## 经济
蒂耶里堡是一个区域性的中心城市，当地共有各类用人单位2,033家，平均历史为16年，其中97.77%为中小型企业（PME）。（大型零售）、（大型零售）及（纸业）是当地2019年营业额最高的三个企业，分别为95,097,201欧元、44,593,979欧元和43,391,506欧元。

## 财政收入
2019年，蒂耶里堡的财政收入总额为22,122,600欧元，财政支出总额为20,411,300欧元，当年的债务总额为11,642,800欧元。
2015年，蒂耶里堡的人均月收入总额为2,226欧元，其中高级职员为4,284欧元，中级职员为2,540欧元，普通职员为1,816欧元。
2017年，蒂耶里堡境内的青壮年（15至64岁）失业率为23.1%，当地41.2%的家庭拥有纳税资格。

## 社会事务

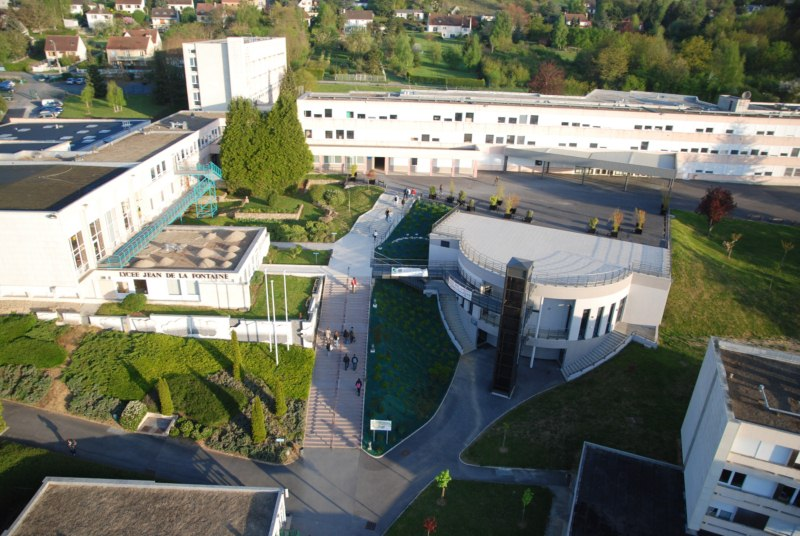
蒂耶里堡让·德·拉封丹高级中学

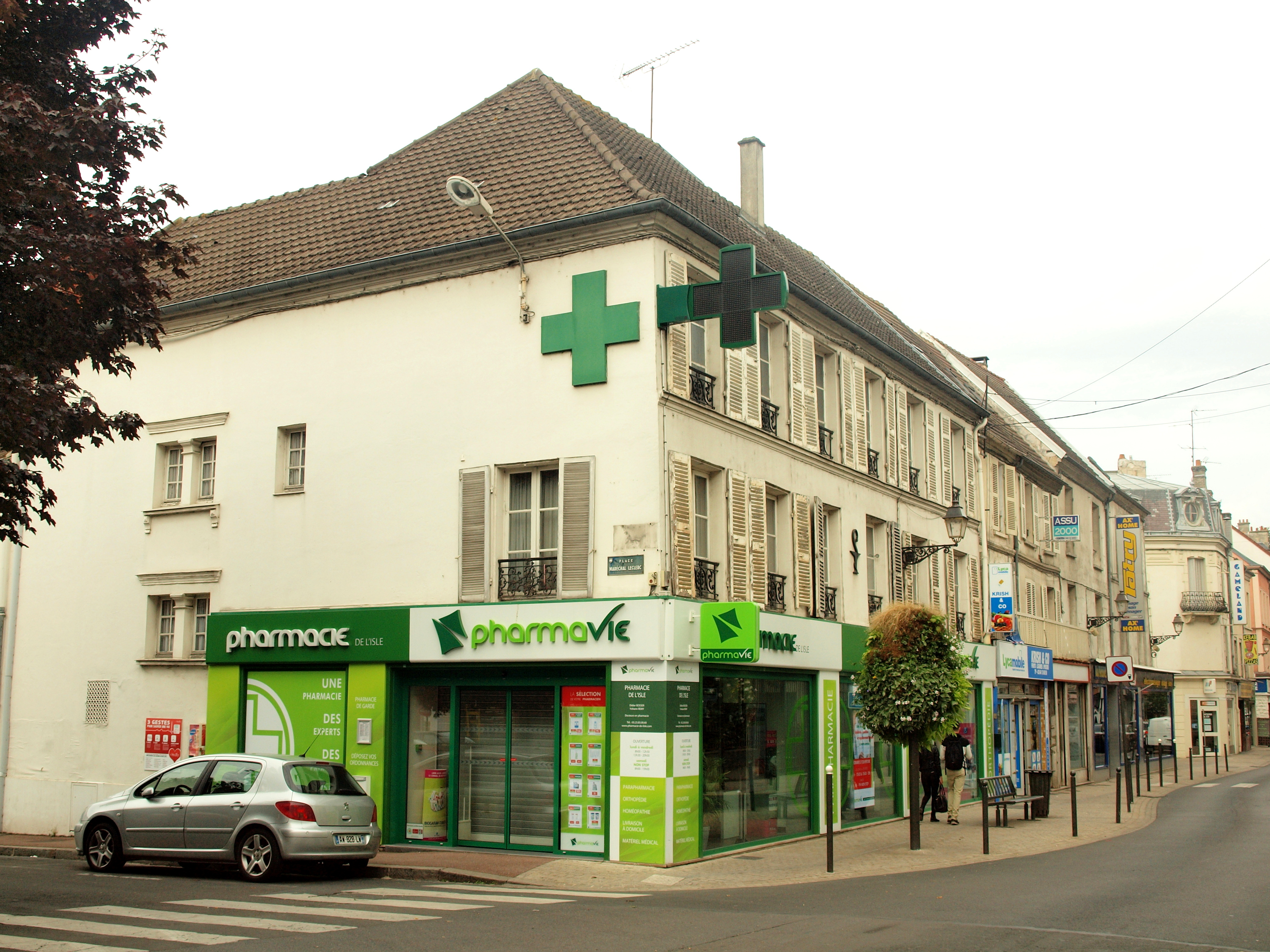
蒂耶里堡市中心的药房

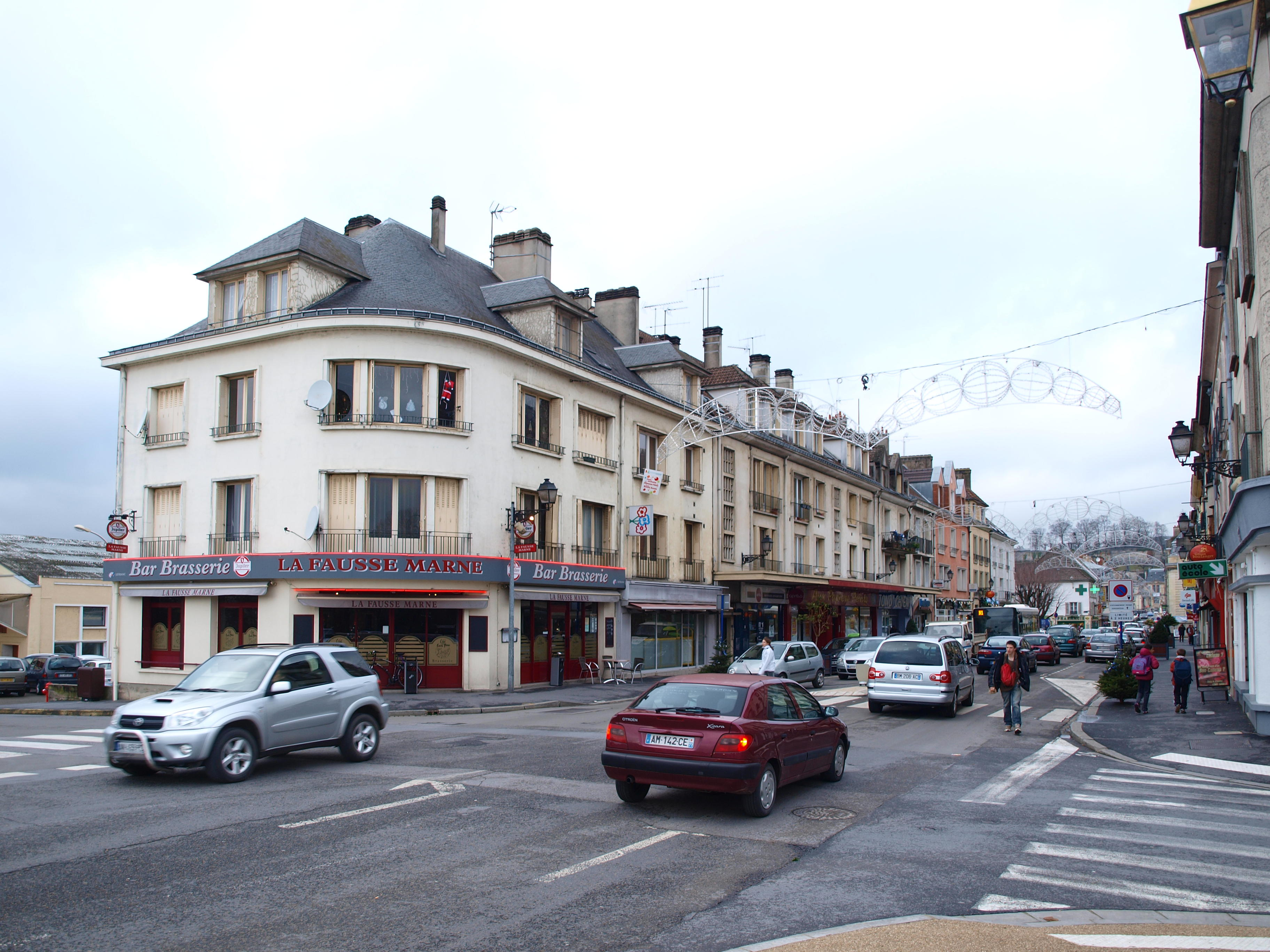
蒂耶里堡街头

### 教育
蒂耶里堡属于亚眠学区。截止2019年1月1日，蒂耶里堡境内共有5所幼儿园、9所小学、3所初级中学、3所普通高中和1所职业高中。2018至2019学年度，蒂耶里堡境内共有在校中等教育阶段学生3,596名。

### 医疗
截止2019年1月1日，蒂耶里堡境内共有全科医生19名、保健师9名、牙医18名、护士23名、耳科医生2名、眼科医生3名、助产士4名、儿科医生3名和妇科医生2名。境内共有药房8家、养老院2家、残疾人帮扶中心5家。
蒂耶里堡中心医院（Centre Hospitalier de Château-Thierry）是法国的一个区域性医疗机构，其主病区“纳瓦拉的胡安娜中心医院”（Centre hospitalier Jeanne de Navarre）位于蒂耶里堡市区，设有床位186个，是当地规模最大的公立综合性医院。

### 住房
2017年，蒂耶里堡境内共有各类住房8,003套，其中36%为独立式居民区，62.6%为集中式居民区。常住房屋占蒂耶里堡市镇范围内居民建筑总量的88.0%。

### 商业
2019年，蒂耶里堡境内共有各类实体商铺390家，其中餐厅53家、大型超市11家、杂货店4家、面包房17家、肉铺10家、书店6家、装饰品店2家、银行门店12家、美容美发店31家、汽车维修店25家。市区西南部建有大型开放式商业街区。

### 体育
2019年，蒂耶里堡境内共有1家游泳池、5间体育馆、1座综合体育场、7处网球场、3处足球或橄榄球场以及1处篮球或排球场。
截至2021年1月，蒂耶里堡境内共有3家注册足球俱乐部：
- 蒂耶里堡-埃唐普足球俱乐部（Château-Thierry-Étampes F.C.），2020至2021赛季参加上法兰西大区足球联赛（法语：Ligue de football des Hauts-de-France）
- 蒂耶里堡国际之星俱乐部（International Espoir Club de Château-Thierry），2020至2021赛季参加埃纳省足球联赛
- 蒂耶里堡五人制足球队（Château-Thierry Futsal）

### 环境
蒂耶里堡的环境事务由其所属的公共社区负责。2019年，蒂耶里堡境内共有3家污染企业。

### 治安
2019年，蒂耶里堡市镇范围内有1处派出所。
2014年，蒂耶里堡及附近地区共发生各类案件1,214起，其中盗窃类案件659起，经济类案件141起，毒品交易类案件98起。

## 文化
2019年，蒂耶里堡境内共有1家电影院和1家博物馆。蒂耶里堡市政府提供多媒体中心，向公众全年开放。

### 建筑
蒂耶里堡境内有多处法国国家文物保护单位，其中蒂耶里堡城堡旧址、圣克雷潘教堂等为当地的代表性建筑物。

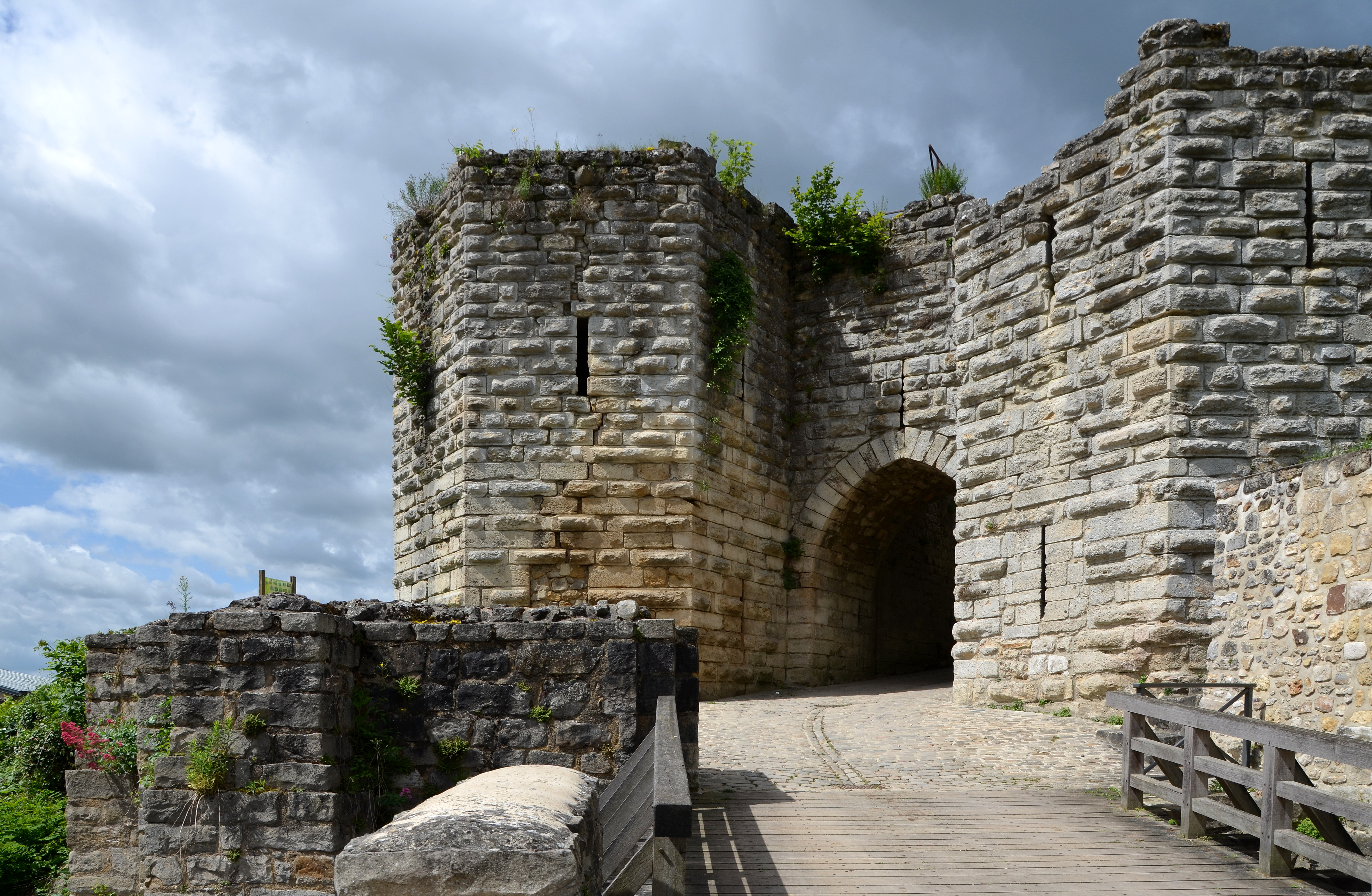
蒂耶里堡城堡（法语：Château de Château-Thierry）的一处城门
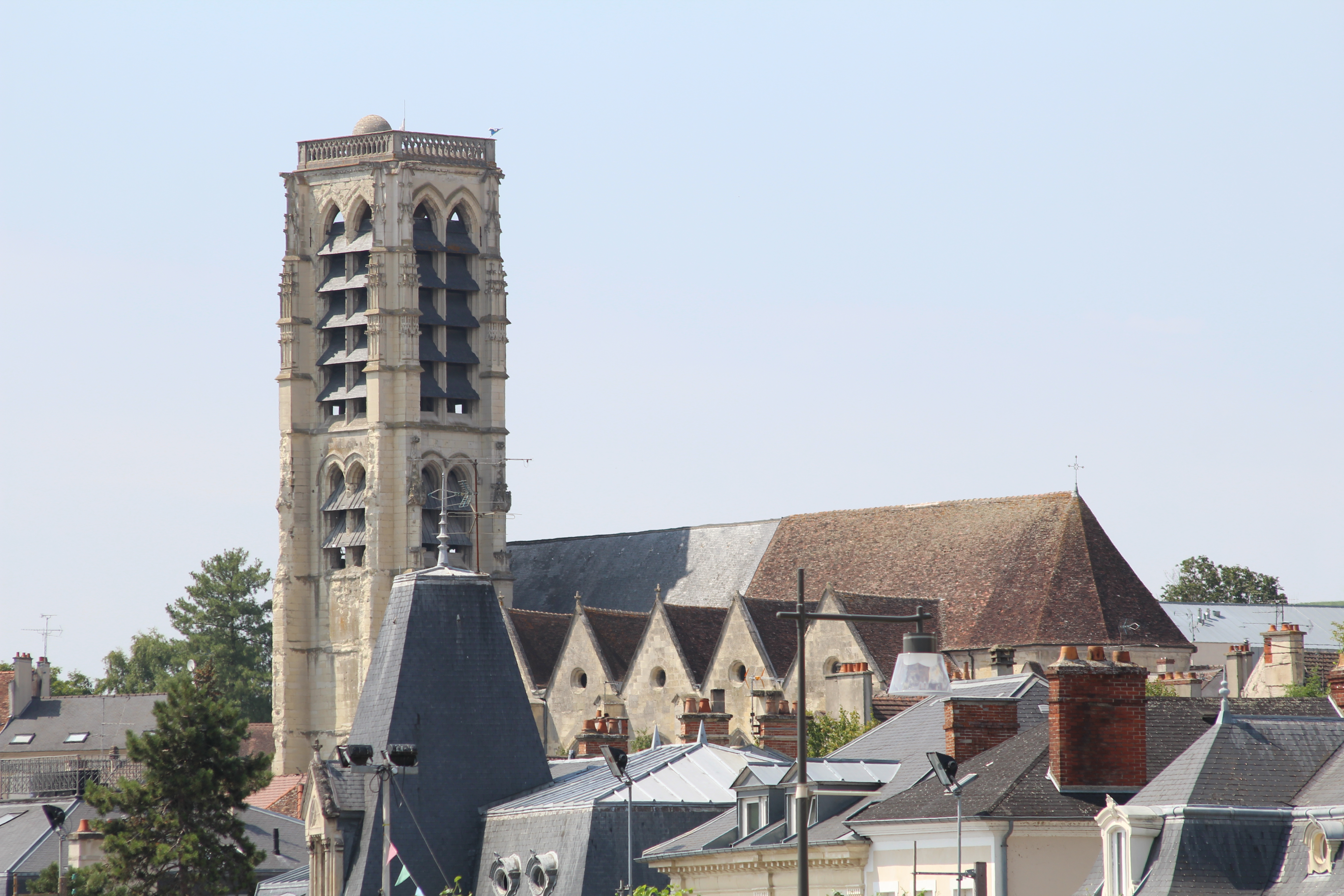
圣克雷潘教堂（法语：Église Saint-Crépin de Château-Thierry）
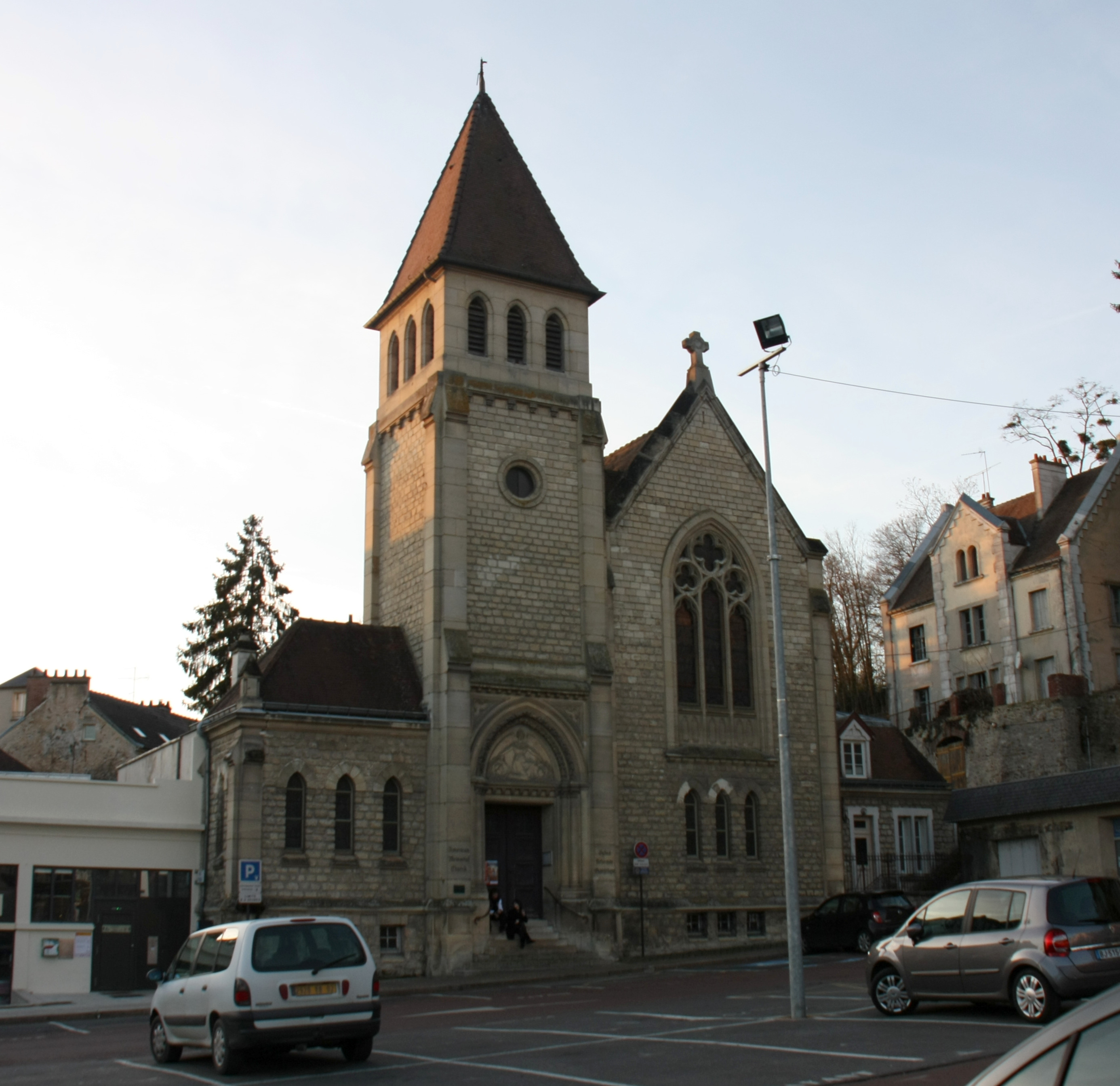
新教教堂（法语：Église réformée américaine de Château-Thierry）
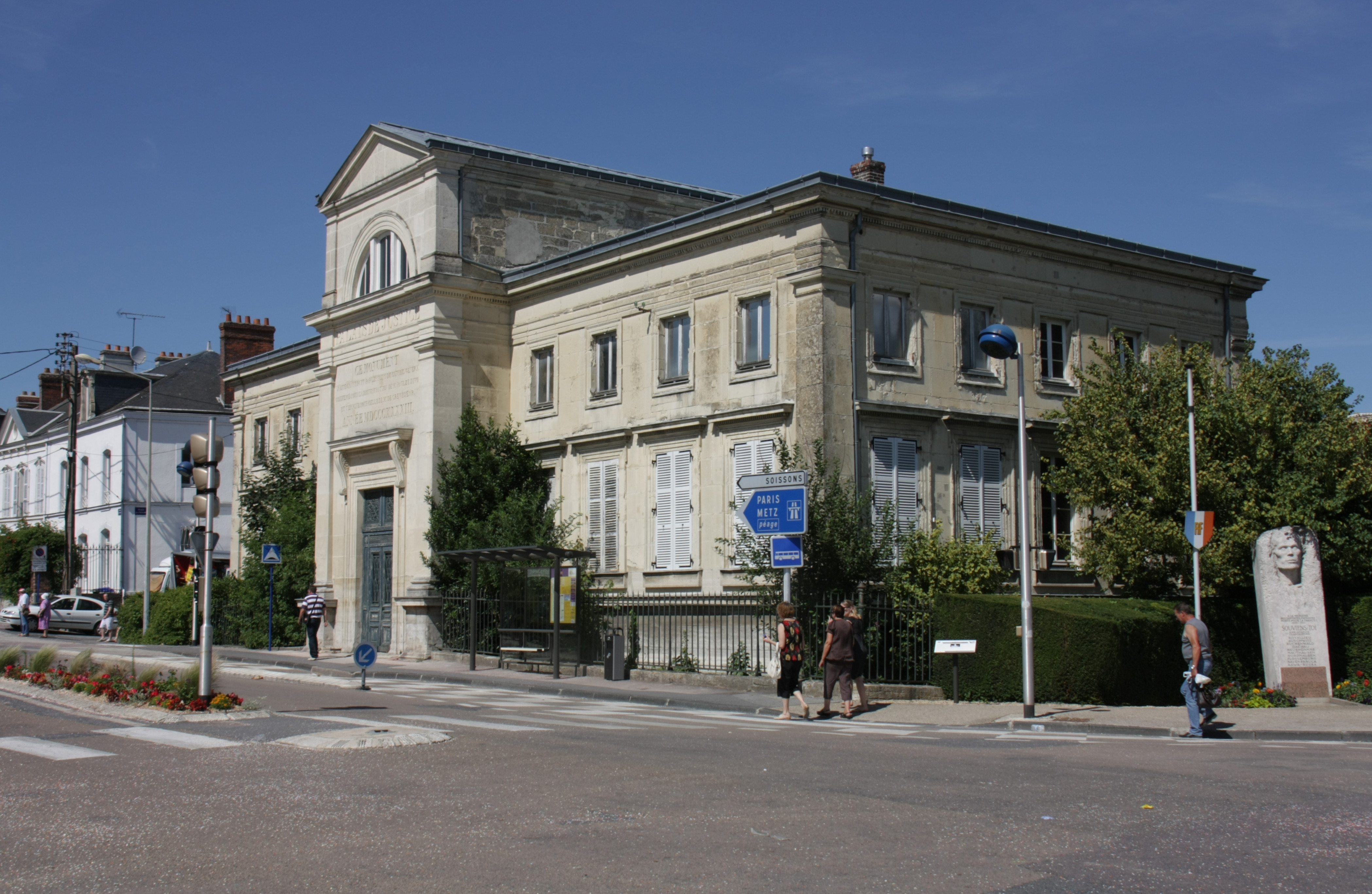
审判法院
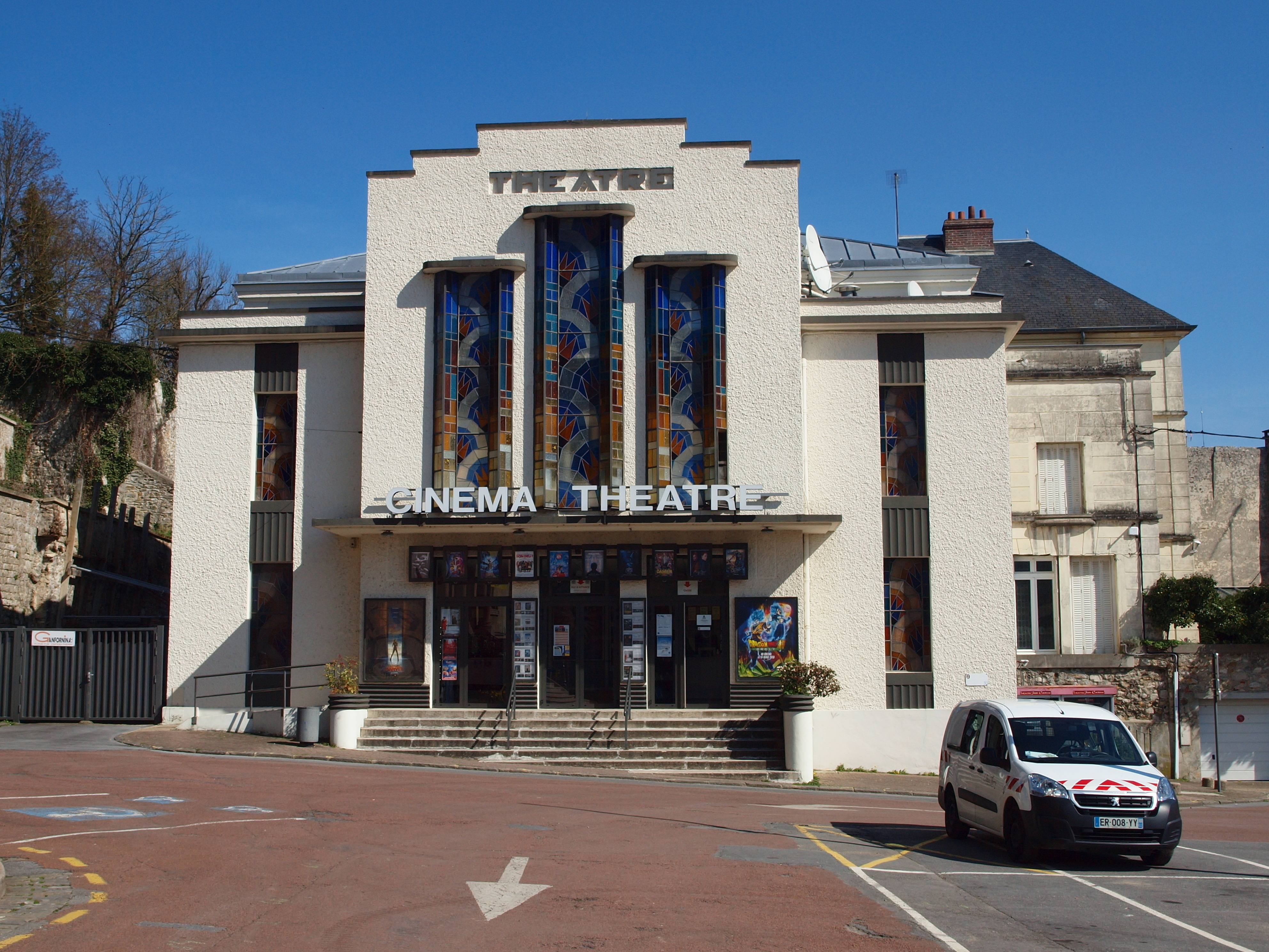
市政剧场

### 旅游
蒂耶里堡的旅游事务由其所属的公共社区负责。2020年，蒂耶里堡境内共有3家宾馆共计125间房间。

### 媒体
法国主要的媒体均可在蒂耶里堡接收，法国电视三台下属的上法兰西大区频道在部分时段播出蒂耶里堡所属区域的地方新闻。

## 相关人物
法国诗人让·德·拉封丹出生于蒂耶里堡，当地建有其博物馆。

## 友好城市
截至2021年1月，蒂耶里堡共与八座城市互为友好城市关系：

| - 德国 莫斯巴赫 - 德国 珀斯内克 - 德国 下吕斯 - 波蘭 格雷布夫市 | - 羅馬尼亞 奇斯訥迪耶 - 希腊 阿利亚尔托斯 - 马达加斯加 安布希特鲁卢马希齐 - 卢旺达 基尼亚米（Kinyami） |